# Leptodactylus bufonius
Leptodactylus bufonius är en groddjursart som beskrevs av George Albert Boulenger 1894. Leptodactylus bufonius ingår i släktet Leptodactylus och familjen tandpaddor. IUCN kategoriserar arten globalt som livskraftig. Inga underarter finns listade i Catalogue of Life.